# The Dead Will Tell
The Dead Will Tell (Verweistitel: Tödliche Liebe – Das Geheimnis von Avalon) ist ein US-amerikanischer Thriller von Stephen Kay aus dem Jahr 2004.

## Handlung
Die Anwältin Emily Parker lernt Billy Hytner kennen, mit dem sie sich oft trifft. Hytner macht ihr nach einem Monat einen Heiratsantrag. Er schenkt ihr einen alten Verlobungsring, woraufhin Parker unter Visionen leidet, in denen sie stets dieselbe Frau sieht. Sie will den Ring zurückgeben, aber erfährt von dem Ladenbesitzer, dass der Mann, der den Ring verkauft haben soll, seit acht Jahren tot ist.
Parker forscht nach und erfährt, dass die Frau – Marie Salinger – im Jahr 1969 verschollen ist. Man fand ihre Finger mit dem Ring darauf. Salingers Verlobter Paul Hamlin wurde damals des Mordes verdächtigt. Parker und ihr Verlobter stellen weiterhin fest, dass Hytners Mutter die Ermordete kannte.

## Kritiken
Das Lexikon des internationalen Films schrieb, der Film sei ein „mysteriöser Geisterkrimi vor der reizvollen Kulisse von New Orleans mit etlichen Längen“. Die Handlung sei „leicht durchschaubar“; man würde sie „ohne sonderliche Überraschungen“ darbieten.
Prisma nennt das Werk einen „atmosphärischen Mystery-Thriller“

## Auszeichnungen
Anne Heche und der Film als Bester Fernsehfilm wurden im Jahr 2005 für den Saturn Award nominiert.

## Hintergrund
Der Film wurde in New Orleans gedreht.